# Empreinte (lingerie)
Pour les articles homonymes, voir Empreinte.
Empreinte est une marque de sous-vêtements féminins spécialisée dans les bonnets profonds créée en 1946 par Jean Le Her.
En 1954, la nouvelle mode américaine met la poitrine en valeur (jusqu’alors il était préférable de la dissimuler.) Deux couturières de Jean Le Her, Odette Tardivel et Madame Haug, mettent ensemble leurs idées et créent en France les 3 profondeurs A, B et C. Le bonnet D naîtra en 1960 et le E en 1962.
Cette marque de lingerie est réputée pour ses bonnets profonds et bien coupés, un bonnet E équivalent à un bonnet F par exemple. Empreinte propose actuellement des services haut de gamme de personnalisation de lingerie.
En 2018 Empreinte ouvre à Londres son premier point de vente à l'étranger.